# موتوهيكو ناكاجيما
موتوهيكو ناكاجيما (باليابانية: 中島 元彦) (18 أبريل 1999 في أوساكا في اليابان – )؛ هو لاعب كرة قدم ياباني سابق كان يلعب كمهاجم.

## وصلات خارجية
- موتوهيكو ناكاجيما على موقع رابطة كرة القدم اليابانية للمحترفين (اليابانية)
- موتوهيكو ناكاجيما على موقع إي إس بي إن إف سي (الإنجليزية)
- موتوهيكو ناكاجيما على موقع قاعدة بيانات كرة القدم.إي يو (الإنجليزية)
- موتوهيكو ناكاجيما على موقع Soccerbase.com (لاعب) (الإنجليزية)
- موتوهيكو ناكاجيما على موقع Soccerway.com (الإنجليزية)
- موتوهيكو ناكاجيما على موقع عالم كرة القدم.نت (الإنجليزية)